# Kolekcja meteorytów Rosyjskiej Akademii Nauk
Kolekcja meteorytów Rosyjskiej Akademii Nauk – kolekcja meteorytów. Jej początki sięgają 1749 roku, kiedy na Syberii odnaleziono żelazny meteoryt. W skład kolekcji wchodzi dziś 16 tysięcy okazów z 45 państw świata.
Kolekcja przechowywana jest w Instytucie Geochemii i Chemii Analitycznej imienia Władimira Wernadskiego i muzeum mineralogicznym imienia Aleksandra Fersmana – jednostkach Rosyjskiej Akademii Nauk.